# 仙台 - 上山線
仙台 - 上山線（せんだい・かみのやません）は、宮城交通・山交バスが運行する、宮城県仙台市と山形県上山市を結ぶ高速バスである。

## 概要
上山市から仙台市へ公共交通機関を利用して移動するには、山形市で高速バス「仙台 - 山形線」もしくはJR「仙山線」に乗り換える必要があった。このため、上山市と上山温泉の関係者が利用者の利便性向上を図ろうと山交バスに直通バス新設の要望を出した。これを受け、2006年（平成18年）4月1日から山交バスが宮城交通と共同で「仙台 - 上山線」の運行を開始した。
高速バス仙台 - 山形線と同様に仙台への通勤・通学の足としてのほか、上山温泉への観光路線としても利用されている。
2018年頃から山交バス、そして2019年から宮城交通バスにそれぞれWi-Fiサービスが開始された。

### 運行経路
県庁市役所前 - 仙台駅前（旧エデン前23番のりば） - 広瀬通一番町 - （仙台西道路） - （仙台宮城IC） - （東北自動車道） - （山形自動車道） - （山形蔵王IC） - 山形県庁前 - 小立1丁目 - 芸術工科大学前 - 大学病院口 - 道の駅やまがた蔵王 -  （山形バイパス） - リナワールド前（※開園期間中のみ停車） / 金瓶南（※リナワールド休園期間中のみ停車） - （上山バイパス） - かみのやま駅前 - 高松葉山温泉

### 運行回数
2021年4月1日現在。
- 平日：1日8往復（宮交4、山交4）
- 土曜・休日：1日6.5往復（上山→仙台6本、仙台→上山7本、宮交3、山交3.5）

### 担当営業所
- 宮城交通
  - 山形営業所[5]
  - 仙台南営業所
- 山交バス
  - 山形営業所[6]
  - 上山営業所
  - 仙台営業所

※仙台での休憩所は宮城交通北根車庫。

## 運賃
※2025年4月1日現在。
- 仙台 - 上山市内：片道1,400円、回数券（2枚綴り）2,700円
- 仙台 - 山形市内：片道1,100円、回数券（2枚綴り）2,100円（6枚綴り）6,000円[注釈 1]
回数券はバス車内や宮交仙台高速バスセンター、山交バス窓口で購入できる[4]。
- 通勤定期券
  - 仙台 - 上山市内：46,200円（1ヶ月）、131,700円（3ヶ月）、263,400円（6ヶ月、icsca定期券のみ発行）
  - 仙台 - 山形市内：39,600円（1か月）、112,900円（3か月）、225,800円（6か月、icsca定期券のみ発行）[注釈 1]
- 通学定期券：
  - 仙台 - 上山市内：33,600円（1ヶ月）、95,800円（3ヶ月）、191,600円（6か月、icsca定期券のみ発行）
  - 仙台 - 山形市内：29,700円（1か月）、84,600円（3か月）、169,200円（6か月、icsca定期券のみ発行）[注釈 1]

### ICカード
2015年（平成27年）12月6日、宮城交通に交通系ICカード「icsca」および「icsca定期券」が導入され、「Suica」や「PASMO」などの交通系ICカードとの相互利用が可能になった。山交バス便では運賃の支払いに「icsca」を使用できないが、「icsca定期券」に限り乗務員に提示することで利用可能。なお、山形県側での「icsca」取扱窓口は宮城交通山形営業所のみとなり、山交バス窓口では「icsca」に関わる業務は行わない。
2022年（令和4年）5月14日以降、山交バスで地域連携ICカード「cherica」が導入され、山交バス・宮城交通共にICカードの利用が可能になった。山交バスでは導入後もこれまで通りタッチでの「icsca」の利用はできない。宮城交通便での「cherica」の利用は可能。また、「yamako cherica」の定期券発行は行われない。
〇：発行・利用共に可，●：利用可，×：利用不可
|                                         |        | 宮城交通 | 山交バス |
| --------------------------------------- | ------ | -------- | -------- |
| 「icsca」                               | SF利用 | 〇       | ×        |
| 「icsca」                               | 定期券 | 〇       | ●        |
| 「cherica」                             | SF利用 | ●        | 〇       |
| 「cherica」                             | 定期券 | 発売なし | 発売なし |
| 他相互利用ICカード 「Suica」「PASMO」等 | SF利用 | ●        | ●        |
| 他相互利用ICカード 「Suica」「PASMO」等 | 定期券 | 発売なし | 発売なし |

## 歴史

### 「芸術工科大学前」停留所新設
2015年（平成27年）3月まで、仙台圏から東北芸術工科大学｛以下、芸工大）へ通学する学生は、高速バス「山形 - 仙台線」やJR「仙山線」を利用し、山形駅前や山形南高前で大学専用循環バスにへ乗換える必要があった。
2007年（平成19年）5月の山形新聞による当路線の利用状況が芳しくないとの報道を受け、通学学生の利便性の向上や一定の利用者数が見込まれることなどから、従来山形バイパスを経由していた当路線を芸工大経由とするよう芸工大事務局が山交バスに要望。2008年（平成20年）4月1日に「芸術工科大学前」停留所の新設が実現された。
2009年（平成21年）4月1日には1コマ目に間に合う便が新設されるなど、芸工大に合わせたダイヤ設定がなされていった。
2016年（平成28年）5月には当路線が芸工大へ通学する学生で混雑し、始発の上山行きが週に3,4日は満席になる様子が報道された。

### 年表
- 1952年（昭和27年）9月：仙台 - 上山線（国道48号経由、急行）で運行開始。
- 19xx年：仙台 - 上山線（国道48号経由、急行）利用者不振のため廃止。
- 1992年（平成4年）4月29日：仙台 - 米沢線（山形自動車道・上山経由）運行開始。
- 1993年（平成5年）11月30日 - 仙台 - 米沢線（山形自動車道・上山経由）休止。
- 2006年（平成18年）4月1日：仙台 - 上山線（山形自動車道経由）運行開始。片道1,000円、1日6往復[15]。
- 2007年（平成19年）
  - 1月30日：原油価格の高騰などのため、片道1,100円に値上げ[16]。
  - 4月1日：「リナワールド前」停留所を新設（開園期間中のみの停車）[17]。
- 2008年（平成20年）4月1日：「芸術工科大学前」停留所を新設[13]。
- 2009年（平成21年）4月1日：平日7往復に増便。土日祝日5往復に減便。
- 2010年（平成22年）4月1日：平日8往復、土日祝日6往復に増便。
- 2011年（平成23年）4月18日：「小立1丁目」停留所を新設。
- 2012年（平成24年）12月17日：山形県庁前の上山行の停車場所が県庁前待合所から国道286号上の停留所に、仙台駅前の仙台行の停車場所が33番（さくら野百貨店前）から30番にそれぞれ変更。あわせて仙台駅周辺の運行経路も一部変更[18]。
- 2014年（平成26年）4月1日：運賃改定[19]。定期券も値上げ。
- 2015年（平成27年）
  - 11月24日：この日より、リナワールドの休園期間中は経路を変更、金瓶南に停車[20]。
  - 12月6日：宮城交通便において、ICカード乗車券「icsca」および「icsca定期券」を導入[8]。
- 2016年（平成28年）3月26日：宮城交通便において、Suicaなどの全国相互利用カードが利用可能になる。
- 2018年（平成30年）11月1日：山交バス便でWi-Fiサービスを順次開始[2]。
- 2019年（平成31年／令和元年）
  - 1月28日：宮城交通便でWi-Fiサービス開始[3]。
  - 10月1日：消費税増税等に伴う運賃改定[21][22][23]。
- 2020年（令和2年）
  - 4月1日：仙台駅前ののりばを22番→23番のりばに変更[24]。また同日より、宮城交通担当便のうち平日の1往復を仙台南営業所に移管。
  - 4月25日：新型コロナウイルスの影響により、この日より当面の間、土休日の1往復（宮城交通担当便）を運休[25]。
- 2021年（令和3年）
  - 2月6日：この日より土日祝日の一部便（仙台発上山行1本）を運休[26]。
  - 4月1日：新型コロナウイルスの感染拡大を受けて、運賃を改定[27][28]。
  - 10月1日：「大学病院口」停留所を新設[29][30]。
- 2022年（令和4年）
  - 5月14日：山交バス便において地域連携IC乗車カード「cherica」導入[9]。
  - 10月1日：運賃改定[31][32]。
- 2023年（令和5年）12月3日：道の駅やまがた蔵王オープンに伴い、「道の駅やまがた蔵王」停留所を新設。「かみのやま温泉」停留所が前日の12月2日をもって廃止[33][34]。
- 2025年（令和7年）4月1日：運賃改定[7]。

## 利用状況
- 2006年度 - 2007年度の利用状況は以下のとおり。

| 年度               | 運行日数 | 運行便数 | 年間輸送人員 | 1日平均人員 | 1便平均人員 |
| 2006（平成18）年度 | 365      | 4,380    | 43,367       | 118.8       | 9.9         |
| 2007（平成19）年度 | 366      | 4,373    | 53,233       | 145.4       | 12.2        |

東北芸術工科大学の宮城県からの通学生の増加にともない、当路線の利用客も増加傾向にある。2016年の報道によれば、特に仙台市内を朝7時台に出発する始発便では、4月 - 6月頃を中心に、仙台駅前では満席となり乗車できないこともあるといい、大学側もバス会社への嘆願書を出すなどの働きかけを続けているが、宮城交通は「対応できる限りの便数を運行しており、増便の予定はない」と、語っている。